# Henri Bertin
Pour les articles homonymes, voir Bertin.
Henri Léonard Jean Baptiste Bertin, né le 24 mars 1720 à Périgueux (Royaume de France) et mort le 16 septembre 1792 à Spa (actuelle Belgique), est un homme d'État français, contrôleur général des finances de Louis XV (1759-1763).

## Biographie
Il est le fils de Jean de Bertin, maître des requêtes, et de Marie-Lucrèce de Saint-Chamans. Cette famille était propriétaire de la forge d'Ans et du château de Fratteau.
En 1741, il est avocat à Bordeaux, puis conseiller et président au Grand Conseil, intendant du Roussillon (1751-1753) puis intendant à Lyon (1754-1757) avant d'être lieutenant général de police de Paris (1757-1759).
Il accepte en 1759 de devenir contrôleur général des finances au motif que la France était alors en guerre et que les finances étaient plus faciles en temps de guerre car tous les expédients sont alors permis. Mais il prévient Louis XV qu'il démissionnerait une fois la paix revenue, ce qu'il fait en 1763. Il crée le cadastre pour permettre une meilleure répartition de l'impôt. Mais ses réformes se heurtent à l'hostilité du parlement de Paris.
Il reçoit alors, le 14 décembre 1763, un secrétariat d'État bizarrement composé, détaché du contrôle général des finances, dont les attributions comprennent : la Compagnie des Indes, les manufactures de coton et de toiles peintes, les haras et les écoles vétérinaires, l’agriculture et les sociétés d’agriculture, les mines, la navigation intérieure, les canaux, les carrosses publics, fiacres et messageries, le roulage, les petites postes, les dépôts et collections de chartes, les loteries, l’échange de la principauté de Dombes, et, comme les autres secrétariats d’État, les dons, pensions, brevets et expéditions dépendant de son département. Celui-ci, assez étendu, inclut la Guyenne, la Normandie, la Champagne, la principauté de Dombes, la généralité de Lyon, le Berry, les îles de France et de Bourbon (actuelle Île de la Réunion) et tous les établissements de la Compagnie des Indes. La création d'un cinquième secrétariat d'État – qu'on appelle le secrétariat de M. Bertin – constitue un événement unique dans les annales de la monarchie.
En butte aux empiètements du contrôle général des finances, Bertin abandonne dès 1764 la Compagnie des Indes et les manufactures de coton et toiles peintes et Turgot lui reprend en 1775 les carrosses et messageries ; il réussit en revanche à conserver les mines moyennant l’abandon de la navigation à l’intendant des finances chargé des ponts et chaussées. Il se fait attribuer à grand peine en 1773 les questions relatives aux biens communaux, aux défrichements et dessèchements. Cependant, le commerce ne fait jamais partie de ses compétences.
Bertin est l'un des artisans de la rénovation de l'agriculture. Il participe à la création de l'école vétérinaire de Lyon en 1761, a celles de Maisons-Alfort en 1765 et plus tard de celles de Limoges en 1766. Sous son impulsion, les intendants des provinces ont créé quatorze sociétés provinciales d'agriculture.
Privé de moyens financiers et de personnel compétent, le « petit ministère » de Bertin connait un échec relatif, sauf en ce qui concerne les mines. Il veille à l'application aux mines de charbon de terre de l'arrêt de 1744, en contournant l'hostilité des petits propriétaires et en favorisant les compagnies concessionnaires, mais en s'assurant qu'elles ne créent pas un monopole régional pouvant porter atteinte à la concurrence. Il essaie d'appliquer les mêmes réformes aux mines métalliques. Il prend conscience que pour augmenter l'efficacité de l'exploitation des mines il faut créer un corps d'ingénieurs spécialisés. Il envisage dès 1764 la création d'une école des mines mais il recule devant le problème posé par le financement de son entretien. C'est le 13 janvier 1776 qu'un arrêt est rendu commettant le caissier de la Petite Poste de Paris pour recouvrer les contributions des exploitants de mines destinées à l'entretien d'une école des mines. Le même caissier était déjà chargé du recouvrement des contributions nécessaires au fonctionnement des écoles vétérinaires. La première école des Mines est fondée par l'arrêt du Conseil d'État du roi pris le 19 mars 1783.
La suppression de son ministère est prononcée après la démission de son titulaire, le 26 mai 1780.
Fasciné par la Chine, il permet à deux jeunes Chinois catholiques de venir passer plusieurs années d'étude en France puis de retourner en Chine bénéficiaires d'une pension du roi Louis XVI. Bertin s'appuie sur la mission des Jésuites auprès de l'empereur de Chine (les pères François Bourgeois et Joseph-Marie Amiot). La dissolution de l'ordre des jésuites ne met pas fin au dialogue avec la Chine, puisque la correspondance avec Amiot se poursuit au moins jusqu'en juin 1789.
Le 26 décembre 1762, il fut anobli. Henri Léonard de Bertin devint la même année seigneur de Chatou, charge qu'il occupa de 1762 à 1789. Portant son dévolu sur des terrains descendant vers la Seine, il érigea un domaine de 55 hectares composé d'un grand potager, de salles de verdure composées notamment de statues d'empereurs romains, d'un jeu de bague et d'un pavillon chinois réalisés par l'architecte Jean-Jacques Lequeu, d'un château (1780-1911) de 62 pièces  réalisé par l'architecte Jacques-Germain Soufflot, et fit restaurer le "château vieux" par l'architecte Chalgrin. 
Louis XV voulut lui offrir cent mille écus pour récompenser ses services au contrôle général des finances mais il les refusa. Il accepta en revanche du roi les figures et trophées de pierre de l'aide droite  du château de Versailles en cours de transformation par Gabriel. Il employa les habitants de la commune à l'exploitation de son domaine, leur permettant de faire face aux aléas mais suscita les premières émeutes révolutionnaires en 1788 en raison de la clôture de son domaine qu'il vendit en 1791 à la marquise de Feuquières (Les châteaux de Chatou et le Nymphée de Soufflot - Jacques Catinat - éditions SOSP - 1974). Du domaine du seigneur de Chatou ne subsiste aujourd'hui que le Nymphée de Soufflot. Racheté par la ville de Chatou en 2021, ce dernier est en cours de restauration jusqu'en 2027 et inscrit à ce titre au Loto du Patrimoine (septembre 2025) et parmi les monuments historiques à sauver dans le cadre du mécénat de la Fondation du Patrimoine.      

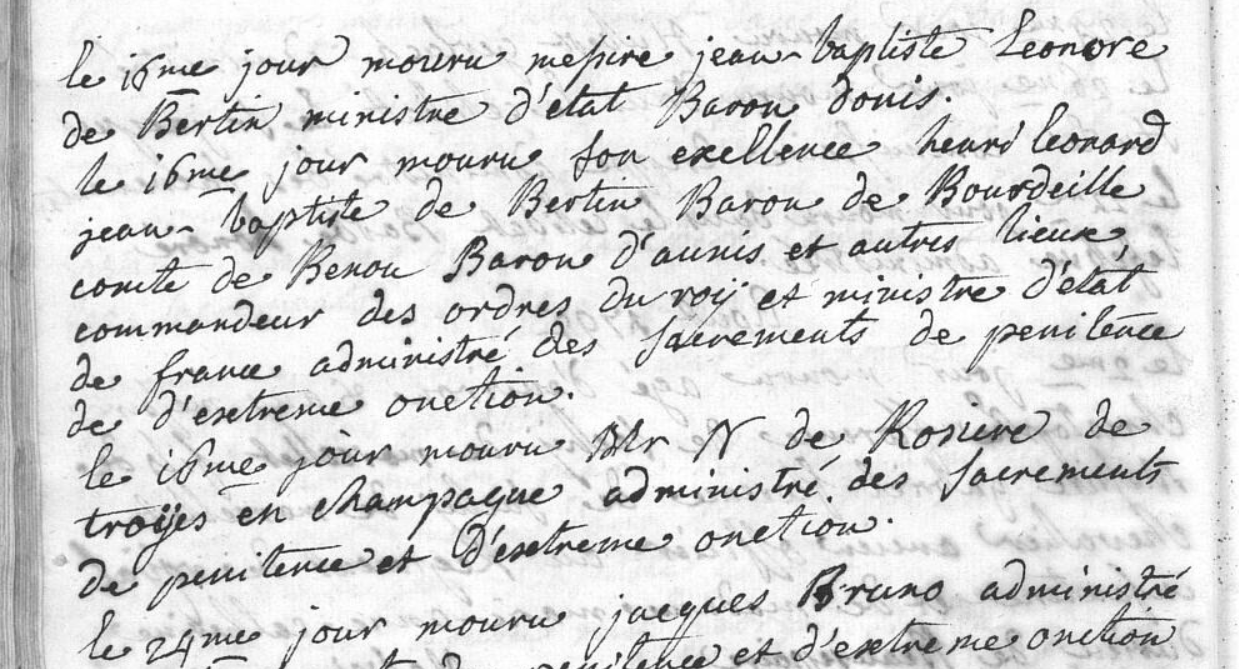
Acte de sépulture d'Henri Léonard Jean Baptiste Bertin dans le registre paroissial de l'église Saint-Remacle de Spa le 16 septembre 1792.

Henri Léonard de Bertin est membre honoraire de l'Académie des sciences (1761) et de l'Académie des inscriptions et belles-lettres (1772), 
Henri Léonard Jean Baptiste Bertin émigre en 1791.
Il meurt peu de temps après, à Spa, le 16 septembre 1792 et est inhumé le même jour. Dans le registre paroissial de Saint-Remacle de Spa, le curé le qualifie de Commandeur des Ordres du Roy et de Ministre d'État de France.

## Famille
- Jean de Bertin (1659-1754), écuyer, seigneur de Servolles, Brantôme, Badefol, Bellisle, comte de Saint-Géran, marié par contrat de mariage du 15 août 1705, à Marie-Lucrèce de Saint-Chamans, fille de Louis-Mathieu de Saint-Chamans et de Gabrielle de Grimoard de Frateaux ;
  - Charlotte de Bertin (1706-1741), mariée en 1718 à Henri de Mellet de Fayolle (1674-1763), comte de Neuvic ;
    - Louis Raphaël Lucrèce de Mellet de Fayolle (1727-1804), comte de Mellet, marié en 1763 avec Élisabeth Mélanie Le Daulceur (1746-1793)
    - Charlotte de Mellet de Fayolle

  - Mathieu-Louis de Bertin (1707-1779), marquis de Frateaux, capitaine au régiment de Saint-Jal, cavalerie, prisonnier à la Bastille de 1752 à sa mort, vraisemblablement pour avoir refusé l'exigence de son père de céder son droit d'aînesse à son frère Henri Bertin[5] ;
  - Marie-Anne de Bertin (1711- ), religieuse au couvent de Coiroux, abbesse de La Joie en Bretagne ;
  - Charles-Jean de Bertin (1712-1774), évêque de Vannes en 1746 ;
  - Gabrielle de Bertin (1714- ), religieuse au couvent des Grandes-Carmélites de Bordeaux ;
  - Marguerite-Anne de Bertin (1715- ), demoiselle de Bellisle ;
  - Bertrande de Bertin (1716-1786), mariée à messire François de Malet (1702-1769), seigneur de la Jorie ;
  - Louis-Auguste de Bertin (1717-1794), appelé abbé de Frateau, docteur de Sorbonne, chanoine de l'église cathédrale de Périgueux, prieur de Saint-Bem et de Palaiseau, dernier abbé de Breantôme ;
  - Anne-Constance de Bertin (1718-1775), mariée en 1738 à Antoine Joseph Marie Macon Chapelle de Jumilhac de Cubjac, gouverneur de la Bastille de 1761 à 1776 ;
  - Henri-Léonard-Jean-Baptiste de Bertin (1720-1792), marquis de Bourdeilles ;
  - autre Charlotte de Bertin (1721- ), mariée en 1739 à Henri de Fumel, baron de Monségur ;
  - autre Marguerite de Bertin (1722- ), demoiselle de Creyssac.